# Hubert Herkommer

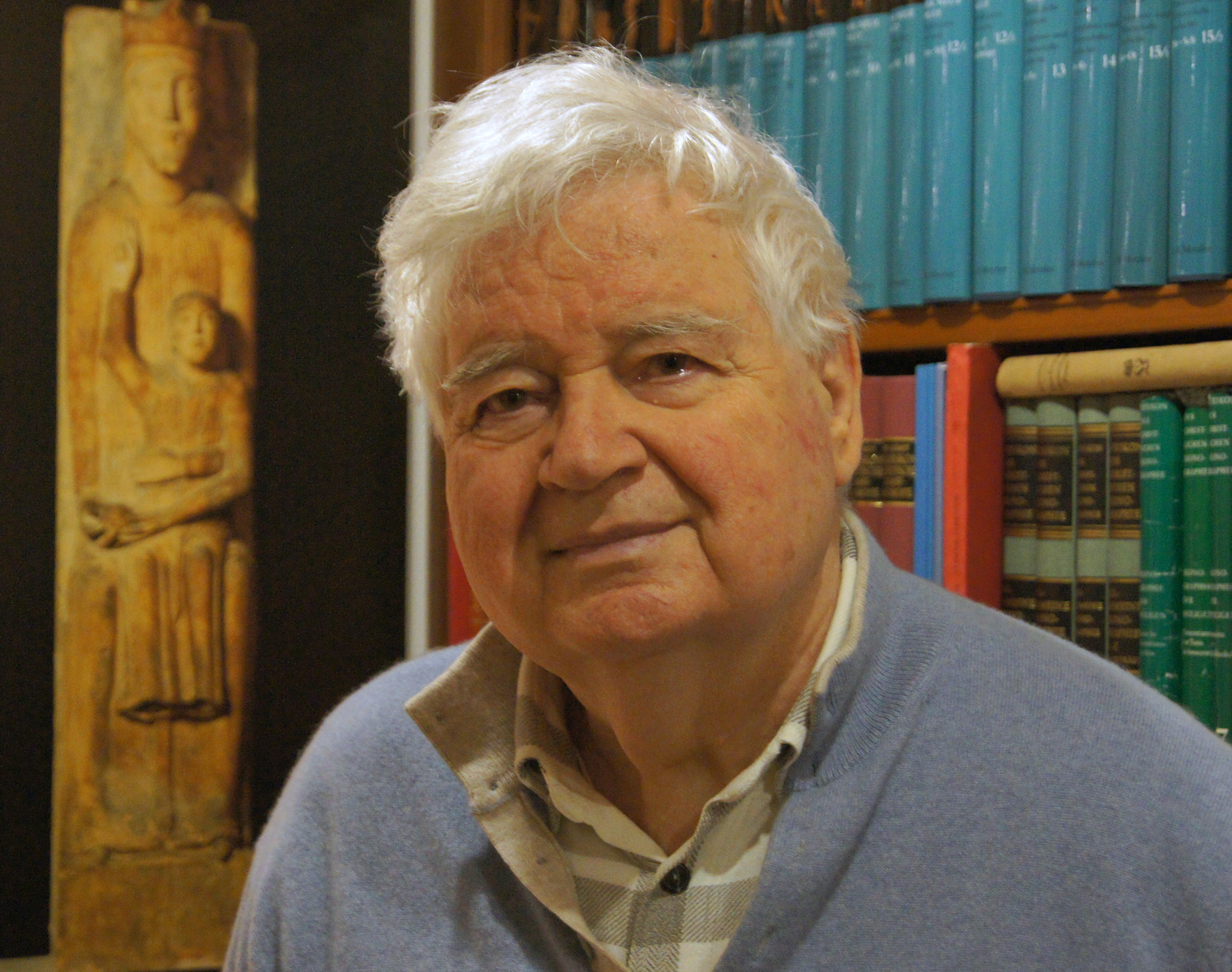
Hubert Herkommer, Januar 2021

Hubert Herkommer (* 17. Januar 1941 in Schwäbisch Gmünd) ist ein deutscher Philologe.

## Leben
Nach der Kindheit in Schwäbisch Gmünd studierte Herkommer ab 1960 an den Universitäten Tübingen und Bonn Germanistik, Geschichte und Politische Wissenschaften und schloss sein Studium als Stipendiat des Cusanuswerks und der Studienstiftung des deutschen Volkes mit dem Staatsexamen für das Höhere Lehramt 1966 in Bonn ab. Im Anschluss nahm er eine Stellung als Wissenschaftlicher Assistent bei Karl Stackmann an, unter dem er 1969 mit Fakultätspreis an der Universität Bonn promoviert wurde und für den er 1973 in Göttingen eine Lehrstuhlvertretung übernahm.
Von 1971 bis 1972 kurz als Akademischer Rat an der Universität in Göttingen tätig, wurde Herkommer auf den Lehrstuhl für Germanistik/Mediävistik Kassel berufen, wo er bis 1977 verblieb. In seiner Zeit an der Universität Kassel war er von 1973 bis 1974 Dekan des Fachbereichs Sprache und Literatur und von 1976 bis 1977 Vertreter der Universität Kassel im Fachausschuss zur Neuordnung des Prüfungswesens im Lande Hessen.
1977 folgte schließlich der Ruf an die Universität Bern auf die Professur für Germanische Philologie. Von 1980 bis 1989 war Herkommer Mitglied der Planungsgruppe für die philosophisch-historische Fakultät, deren Dekan er von 1982 bis 1983 stellte. Zusätzlich bekleidete er von 1985 bis 1996 das Amt des Präsidenten des Vortragsdienstes des Dekanats Bern-Stadt und übernahm im Wintersemester 1987/88 die Lehrstuhlvertretung für Heinz Rupp an der Universität Basel sowie im Sommersemester 1988 und im Wintersemester 1988/89 die Lehrstuhlvertretung für Eduard Studer an der Universität Freiburg im Üechtland. Im selben Jahr wurde Herkommer Präsident der Forschungskommission der Schweizerischen Akademie der Geistes- und Sozialwissenschaften (SAGW) sowie Vorstandsmitglied dieser Akademie. Diese Ämter bekleidete er beide bis 1992. Von 1992 bis 2004 war er Forschungsrat des Schweizerischen Nationalfonds zur Förderung der wissenschaftlichen Forschung (SNF), in der Abteilung für Geistes- und Sozialwissenschaften. Von 1991 bis 1999 nahm Herkommer außerdem die Stellung als Vizepräsident der Verwaltung des Stadttheaters Bern an. Von 1992 bis 1996 war er Vizepräsident der Christlich-Jüdischen Arbeitsgemeinschaft, Ortsgruppe Bern. 2002 war er Dozent am Nachdiplom-Studiengang Masterprogramm Kulturmanagement der Universität Basel. Im selben Jahr wurde er zum Vizepräsidenten der Senioren-Universität Bern ernannt. Er bekleidete das Amt bis zu seiner Emeritierung 2006.
Nach seiner Emeritierung zog er zurück in seine Heimatstadt Schwäbisch Gmünd, wo er sich vielfältig ehrenamtlich engagiert. So war er zum Beispiel von 2009 bis 2017 stellvertretender Vorsitzender des Münsterbauvereins der Stadt und Vorsitzender von dessen Aktionsausschuss. Er ist Vorstandsmitglied des Gmünder Geschichtsvereins und Mitglied des Lions Clubs Gmünd-Stauferland. Außerdem gilt er als einer der Visionäre der Staufersaga, ein Theaterstück, das 2012 im Rahmen des Stadtjubiläums von Schwäbisch Gmünd mit 1300 Schauspielern aufgeführt wurde.
Im Mai 2024 wurde er von Ministerpräsident Winfried Kretschmann durch Oberbürgermeister Richard Arnold mit der Staufermedaille des Landes Baden-Württemberg geehrt.
Hubert Herkommer ist Vater zweier Töchter und eines Sohnes. Er ist verheiratet mit der Redaktorin Danielle Herkommer-Jaurant.

## Veröffentlichungen (Auswahl)
- Überlieferungsgeschichte der Sächsischen Weltchronik: ein Beitrag zur deutschen Geschichtschreibung des Mittelalters. Beck, München 1972, ISBN 3-406-02838-1.
- Manipulation durch Sprache: „deine Sprache verrät dich“. Kath. Militärbischofsamt, Bonn 1974.
- Heilsgeschichtliches Programm und Tugendlehre. Ein Beitrag zur Kultur- und Geistesgeschichte der Stadt Nürnberg am Beispiel des Schönen Brunnen und des Tugendbrunnen. In: Mitteilungen des Vereins für Geschichte der Stadt Nürnberg. Band 63, 1976, S. 192–216.
- Der Waise, aller fürsten leitesterne. Ein Beispiel mittelalterlicher Bedeutungslehre aus dem Bereich der Staatssymbolik, zugleich ein Beitrag zur Nachwirkung des Orients in der Literatur des Mittelalters. In: Deutsche Vierteljahrsschrift für Literaturwissenschaft und Geistesgeschichte. Band 50, 1976, S. 44–59. Wiederabgedruckt in: Die Reichsidee in der deutschen Dichtung des Mittelalters. Hrsg. von Rüdiger Schnell. Darmstadt 1983 (= Wege der Forschung. Band 589), S. 364–383.
- Johannes de Rupescissa. In: Kurt Ruh, Gundolf Keil, Werner Schröder, Burghart Wachinger, Franz Josef Worstbrock (Hrsg.): Die deutsche Literatur des Mittelalters. Verfasserlexikon. 2., völlig neu bearbeitete Auflage. Band 4, Berlin / New York 1982, Sp. 724–729.
- Die Geschichte vom Leiden und Sterben des Jan Hus als Ereignis und Erzählung. Zur Wirklichkeitserfahrung und Hermeneutik des Spätmittelalters und der frühen Neuzeit. In: Literatur und Laienbildung im Spätmittelalter und in der Reformationszeit. Symposion Wolfenbüttel 1981. Hrsg. von Ludger Grenzmann und Karl Stackmann. Stuttgart 1984, S. 114–146.
- Buch der Schrift und Buch der Natur. Zur Spiritualität der Welterfahrung im Mittelalter, mit einem Ausblick auf ihren Wandel in der Neuzeit. In: „Nobile claret opus“. Festgabe für Frau Prof. Dr. Ellen Judith Beer zum 60. Geburtstag (= Zeitschrift für Schweizerische Archäologie und Kunstgeschichte. Band 43, Heft 1, 1986), S. 167–178.
- Der St. Galler Kodex als literarhistorisches Monument. In: Rudolf von Ems, Weltchronik. Der Stricker, Karl der Große. Kommentar zu Ms 302 Vad. Hrsg. von der Kantonsbibliothek (Vadiana) St. Gallen und der Editionskommission: Ellen J. Beer, Johannes Duft, Hubert Herkommer, Karin Schneider, Stefan Sonderegger, Peter Wegelin. Luzern 1987, S. 127–273.
- Frau Welt und Fortuna, Kreis und Quadrat. Weltbilder des europäischen Mittelalters. In: Weltbilder. Hrsg. von Maja Svilar und Stefan Kunze. Bern / Berlin / Frankfurt a. M. 1993, S. 177–228.
- Der hörbare Himmel. Gerard Horenbouts Salve-Regina-Miniatur und das geistige Leben am Hofe der Margarete von Österreich. In: Das Stundenbuch der Sforza. Add. MS. 34294 der British Library London. Kommentar von Mark L. Evans und Bodo Brinkmann. Mit einem Beitrag von Hubert Herkommer. Luzern 1995, S. 321–392.
- Das Buch als Arznei. Von den therapeutischen Wirkungen der Literatur. In: Lese-Zeichen. Festschrift für Peter Rusterholz zum 65. Geburtstag. Hrsg. von Henriette Herwig, Irmgard Wirtz und Stefan Bodo Würffel. Tübingen / Basel 1999, S. 87–111.
- Das Buch der Welt. Edition. Transkription, Gliederung und erläuternde Inhaltswiedergabe mit einer Einführung. In: Das Buch der Welt. Die Sächsische Weltchronik. Ms. Memb. I 90 der Forschungs- und Landesbibliothek Gotha. Kommentar und Edition. Hrsg. von Hubert Herkommer. Luzern 2000, S. III*–LXIX*, 1–320.
- Typus Christi – Typus Regis. König David als politische Legitimationsfigur. In: König David – biblische Schlüsselfigur und europäische Leitgestalt. 19. Kolloquium der Schweizerischen Akademie der Geistes- und Sozialwissenschaften. Hrsg. von Walter Dietrich und Hubert Herkommer. Freiburg Schweiz / Stuttgart 2003, S. 383–436.
- Thomas Hemerken von Kempen, 'De imitatione Christi': das meistgelesene Buch nach der Bibel. In: Dazwischen. Zum transitorischen Denken in Literatur- und Kulturwissenschaft. Festschrift für Johannes Anderegg zum 65. Geburtstag. Hrsg. von Andreas Härter, Edith Anna Kunz und Heiner Weidmann. Göttingen 2003, S. 305–331.
- Der zerrissene Held und seine Heilung im Gespräch. Parzivals Einkehr beim Einsiedler Trevrizent. In: „Was ist der Mensch?“ Theologische Anthropologie im interdisziplinären Kontext. Wolfgang Lienemann zum 60. Geburtstag. Hrsg. von Michael Graf, Frank Mathwig und Matthias Zeindler. Stuttgart 2004, S. 137–161.
- Sphärenklang und Höllenlärm, Lächeln oder Fratzen. Zur sinnenhaften Wahrnehmung der Geistwesen. In: Engel, Teufel und Dämonen. Einblicke in die Geisterwelt des Mittelalters. Hrsg. von Hubert Herkommer und Rainer Christoph Schwinges. Eine Publikation des Berner Mittelalter-Zentrums. Basel 2006, S. 199–224. ISBN 978-3-7965-2027-3.
- Herausgeber (Mittelalter) von 1995 bis 2009: Deutsches Literatur-Lexikon. Biographisch-bibliographisches Handbuch. 3., völlig neu bearbeitete Auflage. De Gruyter. Berlin, ISBN 978-3-907820-00-1.
- mit Johannes Schüle: Botschafter der Lüfte. Die Wasserspeier am Heilig-Kreuz-Münster in Schwäbisch Gmünd. Hrsg. vom Stadtarchiv Schwäbisch Gmünd in Verbindung mit dem Münsterbauverein. Schwäbisch Gmünd 2010, ISBN 978-3-9813675-0-8.
- O Fortuna… Aufstieg und Fall der Staufer – ein schwäbisches Herrscherhaus. In: Schwäbisch Gmünd 2012. Jubiläumsmagazin. S. 18–25 (wiederabgedruckt in: Das Magazin zum Stauferfestival Schwäbisch Gmünd 2016. S. 20–23).
- Quellentexte zur historischen Verankerung und kulturgeschichtlichen Einbettung der Gmünder Staufersaga. In: die Staufersaga. Momente einer europäischen Dynastie. Historisches Schauspiel. Schwäbisch Gmünd 2012, S. 30–41 (übernommen in: die Staufersaga. Momente einer europäischen Dynastie. Ein Schauspiel in neun Szenen von Stephan Kirchenbauer. Schwäbisch Gmünd 2016, S. 22–51).
- Das Mainzer Pfingstfest. Ein Spiegel der politischen Kultur am Hofe Kaiser Friedrich Barbarossas. In: einhorn Jahrbuch. Schwäbisch Gmünd 2012, S. 185–197.
- Der St. Salvator im Spiegel der europäischen Passionsfrömmigkeit. In: St. Salvator. Der heilige Berg von Schwäbisch Gmünd. Hrsg. von der Katholischen Münstergemeinde Heilig Kreuz. Schwäbisch Gmünd 2017, S. 113–160.
- Neapel, 29. Oktober 1268. Gedanken zum 750. Todestag Konradins. In: einhorn Jahrbuch. Schwäbisch Gmünd 2019, S. 137–153.

## Festschrift
- Buchkultur im Mittelalter. Schrift – Bild – Kommunikation. [Hubert Herkommer zu seinem 65. Geburtstag gewidmet.] Hrsg. von Michael Stolz und Adrian Mettauer in Verbindung mit Yvonne Dellsperger und André Schnyder. Berlin / New York 2005.

## Quelle und Weblinks
- Internetpräsenz auf der Seite der Uni Bern
- Literatur von und über Hubert Herkommer im Katalog der Deutschen Nationalbibliothek